# Bolhó

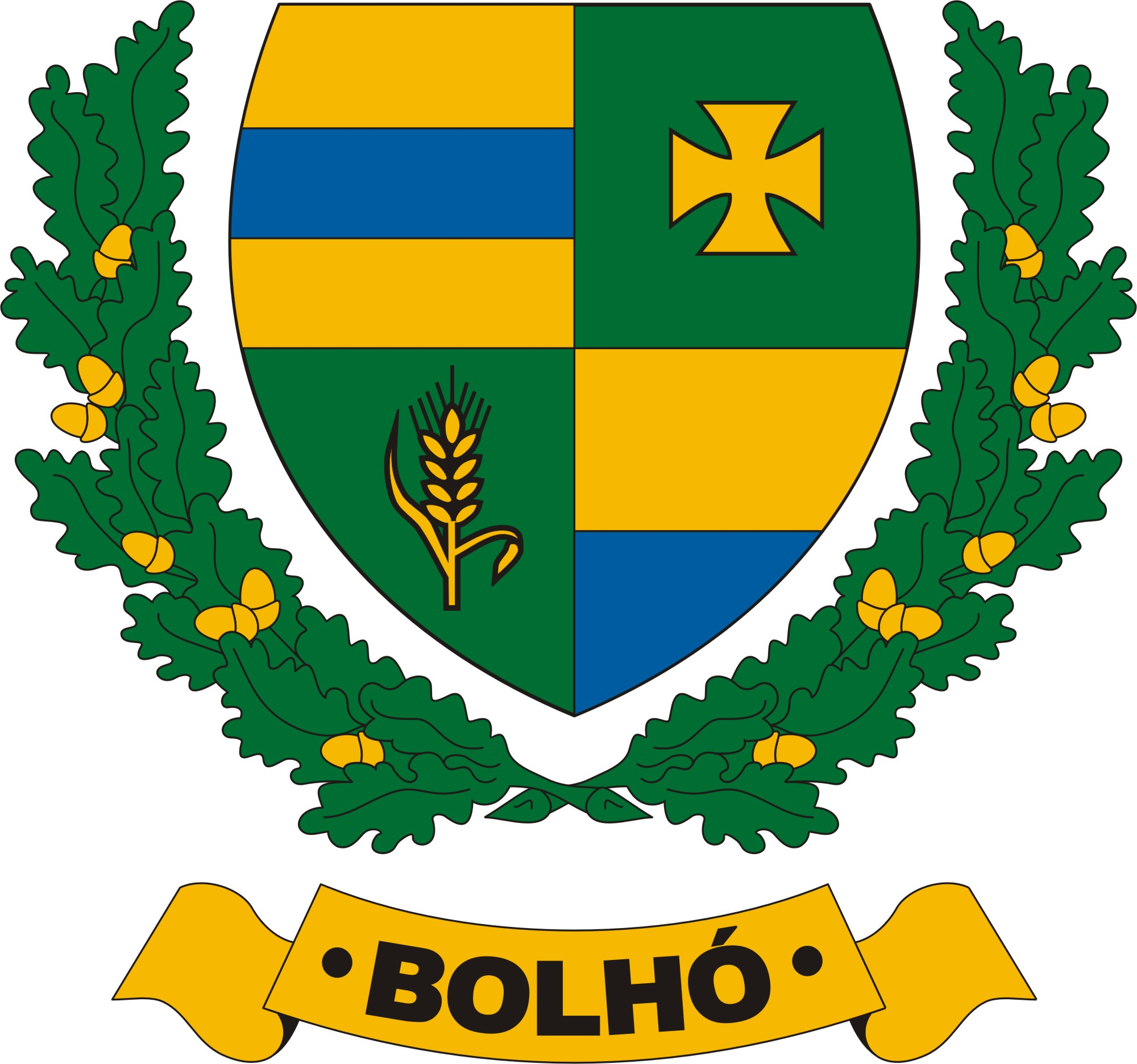
Bolhós vapensköld

Bolhó är ett samhälle i provinsen Somogy i Ungern. Bolhó ligger i distriktet Barcs och har en area på 25,07 km². År 2019 hade Bolhó totalt 692 invånare.